# Sant'Anna d'Alfaedo
Sant'Anna d'Alfaedo és un municipi italià, dins de la província de Verona. L'any 2007 tenia 2.600 habitants. Limita amb els municipis d'Ala (TN), Avio (TN), Dolcè, Erbezzo, Fumane, Grezzana, Marano di Valpolicella i Negrar.

## Administració
| Període | Identitat         | Partit        |
| ------- | ----------------- | ------------- |
| 2004-   | Valentino Marconi | Llista cívica |